# Список депутатов Парламента Молдовы V созыва (2005—2009)
Список депутатов Парламента Республики Молдова V созыва, избранных на парламентских выборах 6 марта 2005 года и действовавших до парламентских выборов 5 апреля 2009 года.

## Резюме
В предвыборной кампании участвовали 23 претендента: 2 избирательных блока, 9 партий или общественно-политических движений и 12 независимых кандидатов. Впервые был установлен 6% избирательный ценз для политических партий, 9 % — для избирательного блока, состоящего из двух формирований, и 12 % — для избирательного блока, включающего три и более формирования. Для независимых кандидатов остался избирательный ценз в 3 %.
Перед парламентскими выборами Альянс «Наша Молдова» (АНМ), Демократическая партия Молдовы (ДПМ) и Социал-либеральная партия (СЛПМ) сформировали Избирательный блок «Демократическая Молдова» (ИБДМ), который получил 34 мандата из 101 (АНМ: 23 мандата, ДПМ: 8 мандатов, СЛПМ: 3 мандата). Позднее партии вышли из состава блока и сформировали собственные фракции. В 2008 СЛПМ вошла в состав ДПМ.
Партия коммунистов Республики Молдова набрала 45,98 % голосов (56 мандатов), блок «Демократическая Молдова» — 28,53 % (34 мандата), Христианско-демократическая народная партия — 9,07 % (11 мандатов).

## Парламентские фракции
- Структура Парламента к началу созыва:

| 56   | 34   | 11    |  |
| ПКРМ | ИБДМ | ХДНПМ |  |

- Структура Парламента к концу созыва:

| 55   | 14  | 14                 | 11  | 7     |  |
| ПКРМ | АНМ | неприсоединившиеся | ДПМ | ХДНПМ |  |

## Список депутатов
| №   | Фамилия, Имя         | Место жительства                      | Год рождения | Партия | Профессия, деятельность                                                                                             |
| 1   | Владимир Воронин     | Кишинёв                               | 1941         | ПКРМ   | инженер-экономист, государственный и политический деятель, действующий Президент Республики Молдова                 |
| 2   | Евгения Остапчук     | Кишинёв                               | 1947         | ПКРМ   | инженер-технолог, председатель Парламента Республики Молдова                                                        |
| 3   | Василий Тарлев       | Кишинёв                               | 1963         | ПКРМ   | инженер-механик, Премьер-министр Республики Молдова                                                                 |
| 4   | Виктор Степанюк      | Кишинёв                               | 1958         | ПКРМ   | педагог, доктор исторических наук, депутат парламента Республики Молдова                                            |
| 5   | Мария Постойко       | Кишинёв                               | 1950         | ПКРМ   | юрист, депутат парламента Республики Молдова                                                                        |
| 6   | Валериан Кристя      | Кишинёв                               | 1950         | ПКРМ   | инженер-энергетик, вице-премьер-министр Республики Молдова                                                          |
| 7   | Олег Манторов        | с. Унгры, Окницкий район              | 1947         | ПКРМ   | педагог, депутат парламента Республики Молдова                                                                      |
| 8   | Вадим Мишин          | Кишинёв                               | 1945         | ПКРМ   | юрист, депутат парламента Республики Молдова                                                                        |
| 9   | Юрий Стойков         | Калараш                               | 1955         | ПКРМ   | инженер-механик, депутат парламента Республики Молдова                                                              |
| 10  | Василий Панчук       | Бельцы                                | 1949         | ПКРМ   | инженер, примар муниципия Бельцы                                                                                    |
| 11  | Михаил Камерзан      | Кишинёв                               | 1952         | ПКРМ   | педагог, вице-председатель Парламента Республики Молдова                                                            |
| 12  | Валерий Гарев        | Кишинёв                               | 1944         | ПКРМ   | инженер, муниципальный советник Кишинёва                                                                            |
| 13  | Юрий Ерёмин          | Кишинёв                               | 1949         | ПКРМ   | инженер-технолог, депутат парламента Республики Молдова                                                             |
| 14  | Марк Ткачук          | Кишинёв                               | 1966         | ПКРМ   | историк, советник Президента Республики Молдова                                                                     |
| 15  | Аркадий Пасечник     | Кишинёв                               | 1942         | ПКРМ   | инженер-электрик, политический деятель                                                                              |
| 16  | Дмитрий Прижмиряну   | Кишинёв                               | 1951         | ПКРМ   | педагог, экономист-организатор, депутат парламента Республики Молдова                                               |
| 17  | Владимир Еремчук     | Окница                                | 1951         | ПКРМ   | медик-санитар, депутат парламента Республики Молдова                                                                |
| 18  | Владимир Цуркан      | Кишинёв                               | 1954         | ПКРМ   | юрист, посол Республики Молдова в Российской Федерации                                                              |
| 19  | Елена Боднаренко     | Сороки                                | 1965         | ПКРМ   | экономист, политический деятель                                                                                     |
| 20  | Александр Чайковский | Кишинёв                               | 1943         | ПКРМ   | инженер-конструктор                                                                                                 |
| 21  | Стелла Герман        | с. Слобозия-Ширеуцы, Бричанский район | 1974         | ПКРМ   | педагог, примар села Слобозия-Ширеуцы                                                                               |
| 22  | Иван Калин           | Кишинёв                               | 1935         | ПКРМ   | агроном, депутат парламента Республики Молдова                                                                      |
| 23  | Мариан Лупу          | Кишинёв                               | 1966         | ПКРМ   | экономист, министр экономики Республики Молдова                                                                     |
| 24  | Владимир Антосий     | Флорешты                              | 1951         | ПКРМ   | инженер, предприниматель                                                                                            |
| 25  | Василий Иовв         | Кишинёв                               | 1942         | ПКРМ   | инженер-технолог, вице-премьер-министр Республики Молдова                                                           |
| 26  | Лариса Зимина        | Единец                                | 1954         | ПКРМ   | педагог, вице-председатель Единецкого района                                                                        |
| 27  | Владимир Витюк       | Бельцы                                | 1972         | ПКРМ   | менеджер-экономист, заместитель директора Бельцкого продовольственного комбината                                    |
| 28  | Семён Драган         | Кишинёв                               | 1953         | ПКРМ   | инженер-конструктор, депутат парламента Республики Молдова                                                          |
| 29  | Олег Рейдман         | Кишинёв                               | 1952         | ПКРМ   | радиофизик, советник Президента Республики Молдова                                                                  |
| 30  | Николай Бондарчук    | Кишинёв                               | 1941         | ПКРМ   | инженер-электрик, депутат парламента Республики Молдова                                                             |
| 31  | Алексей Иванов       | Оргеев                                | 1952         | ПКРМ   | экономист, депутат парламента Республики Молдова                                                                    |
| 32  | Владимир Драгомир    | Штефан-Водэ                           | 1944         | ПКРМ   | педагог, депутат парламента Республики Молдова                                                                      |
| 33  | Серафима Борган      | Резина                                | 1942         | ПКРМ   | зооинженер, депутат парламента Республики Молдова                                                                   |
| 34  | Сергей Стати         | Кишинёв                               | 1961         | ПКРМ   | историк, вице-министр иностранных дел Республики Молдова                                                            |
| 35  | Григорий Петренко    | Кишинёв                               | 1980         | ПКРМ   | экономист, политический деятель                                                                                     |
| 36  | Ева Гудумак          | Кишинёв                               | 1941         | ПКРМ   | врач, депутат парламента Республики Молдова                                                                         |
| 37  | Екатерина Кавлак     | Тараклия                              | 1948         | ПКРМ   | инженер-экономист, председатель отделения Социального банка в Тараклии                                              |
| 38  | Галина Балмош        | Страшены                              | 1961         | ПКРМ   | педагог, секретарь Страшенского районного совета                                                                    |
| 39  | Ирина Влах           | Комрат, Гагаузия                      | 1974         | ПКРМ   | юрист, начальник юридического отдела Исполнительного комитета Гагаузии                                              |
| 40  | Василий Бодиштяну    | Глодяны                               | 1947         | ПКРМ   | агроном, президент Глодянского территориального союза сельскохозяйственных пищевых профсоюзов «Агроиндзинд»         |
| 41  | Валерий Калмацуй     | Унгены                                | 1950         | ПКРМ   | инженер-электрик, депутат парламента Республики Молдова                                                             |
| 42  | Виктор Мындру        | Кишинёв                               | 1959         | ПКРМ   | конструктор-технолог, государственный деятель                                                                       |
| 43  | Людмила Боргула      | Кишинёв                               | 1940         | ПКРМ   | инженер-технолог, депутат парламента Республики Молдова                                                             |
| 44  | Борис Штепа          | Глодяны                               | 1949         | ПКРМ   | педагог, депутат парламента Республики Молдова                                                                      |
| 45  | Дмитрий Тодорогло    | Кишинёв                               | 1944         | ПКРМ   | агроном, вице-премьер-министр, министр сельского хозяйства и пищевой промышленности Республики Молдова              |
| 46  | Мирча Антон          | Анений-Ной                            | 1942         | ПКРМ   | техник-планировщик, депутат парламента Республики Молдова                                                           |
| 47  | Георгий Попа         | Кантемир                              | 1956         | ПКРМ   | инженер-экономист, депутат парламента Республики Молдова                                                            |
| 48  | Алим Афонин          | Флорешты                              | 1963         | ПКРМ   | инженер-конструктор, государственный деятель                                                                        |
| 49  | Николай Олейник      | Кишинёв                               | 1943         | ПКРМ   | экономист, предприниматель                                                                                          |
| 50  | Александр Которобай  | с. Новая Кобуска, Новоаненский район  | 1957         | ПКРМ   | инженер-механик, предприниматель                                                                                    |
| 51  | Михаил Мокан         | Кишинёв                               | 1962         | ПКРМ   | юрист, общественный деятель                                                                                         |
| 52  | Пётр Гозун           | Кишинёв                               | 1951         | ПКРМ   | инженер-электрофизик, творческий деятель                                                                            |
| 53  | Иван Гуцу            | Окница                                | 1947         | ПКРМ   | историк, государственный деятель                                                                                    |
| 54  | Михаил Сидоров       | Кишинёв                               | 1946         | ПКРМ   | юрист, депутат парламента Республики Молдова                                                                        |
| 55  | Иосиф Кетрару        | Чимишлия                              | 1945         | ПКРМ   | зоотехник, депутат парламента Республики Молдова                                                                    |
| 56  | Альберт Дацко        | Кишинёв                               | 1960         | ПКРМ   | инженер-механик, общественный деятель                                                                               |
| 57  | Серафим Урекян       | Кишинёв                               | 1950         | ИБДМ   | инженер-конструктор, генеральный примар муниципия Кишинёв                                                           |
| 58  | Дмитрий Брагиш       | Кишинёв                               | 1957         | ИБДМ   | инженер-энергетик, депутат парламента Республики Молдова                                                            |
| 59  | Дмитрий Дьяков       | Кишинёв                               | 1952         | ИБДМ   | журналист, политический деятель                                                                                     |
| 60  | Вячеслав Унтилэ      | Кишинёв                               | 1956         | ИБДМ   | инженер-механик, преподаватель                                                                                      |
| 61  | Олег Серебрян        | Кишинёв                               | 1969         | ИБДМ   | историк, преподаватель                                                                                              |
| 62  | Лидия Гуцу           | Кишинёв                               | 1954         | ИБДМ   | экономист, депутат парламента Республики Молдова                                                                    |
| 63  | Владимир Филат       | Кишинёв                               | 1969         | ИБДМ   | юрист, предприниматель                                                                                              |
| 64  | Леонид Бужор         | Кишинёв                               | 1955         | ИБДМ   | историк, претор сектора Центр муниципия Кишинёв                                                                     |
| 65  | Александр Олейник    | Кишинёв                               | 1959         | ИБДМ   | инженер, депутат парламента Республики Молдова                                                                      |
| 66  | Юрий Болбочану       | Кишинёв                               | 1959         | ИБДМ   | экономист, депутат парламента Республики Молдова                                                                    |
| 67  | Валерий Гума         | Кишинёв                               | 1964         | ИБДМ   | инженер-экономист, предприниматель                                                                                  |
| 68  | Ион Плешка           | Кишинёв                               | 1957         | ИБДМ   | юрист, судья суда сектора Ботаника муниципия Кишинёв                                                                |
| 69  | Владимир Брага       | Кишинёв                               | 1953         | ИБДМ   | инженер-экономист, председатель Яловенского района                                                                  |
| 70  | Валерий Косарчук     | Кишинёв                               | 1955         | ИБДМ   | инженер-механик, депутат парламента Республики Молдова                                                              |
| 71  | Валентина Булига     | Кишинёв                               | 1961         | ИБДМ   | фармацевт, предприниматель                                                                                          |
| 72  | Василий Балан        | с. Телешово, Оргеевский район         | 1950         | ИБДМ   | учитель, примар села Телешово                                                                                       |
| 73  | Виталия Павличенко   | Кишинёв                               | 1953         | ИБДМ   | филолог, доктор филологических наук, преподаватель                                                                  |
| 74  | Николай Дятовский    | Кишинёв                               | 1957         | ИБДМ   | инженер, депутат парламента Республики Молдова                                                                      |
| 75  | Олег Цуля            | Кишинёв                               | 1980         | ИБДМ   | политолог, политический деятель                                                                                     |
| 76  | Игорь Клипий         | с. Старые Фундуры, Глодянский район   | 1968         | ИБДМ   | политолог, политический деятель                                                                                     |
| 77  | Анатолий Ончану      | Кишинёв                               | 1951         | ИБДМ   | историк, преподаватель                                                                                              |
| 78  | Анатолий Цэрану      | Кишинёв                               | 1951         | ИБДМ   | историк, преподаватель                                                                                              |
| 79  | Марчел Рэдукан       | Кишинёв                               | 1967         | ИБДМ   | инженер-механик, предприниматель                                                                                    |
| 80  | Ион Гуцу             | Кишинёв                               | 1943         | ИБДМ   | экономист, депутат парламента Республики Молдова                                                                    |
| 81  | Александр Липкан     | Унгены                                | 1959         | ИБДМ   | историк, стажёр адвокатского бюро                                                                                   |
| 82  | Василий Колца        | Хынчешты                              | 1953         | ИБДМ   | инженер-конструктор, юрист                                                                                          |
| 83  | Дмитрий Иванов       | Кишинёв                               | 1946         | ИБДМ   | педагог, председатель Республиканского совета Профсоюза образования и науки                                         |
| 84  | Владимир Чобану      | Кишинёв                               | 1953         | ИБДМ   | инженер-механик, предприниматель                                                                                    |
| 85  | Валентина Стратан    | Кишинёв                               | 1962         | ИБДМ   | фельдшер-санитар, биолог, научный сотрудник Онкологического института Республики Молдова                            |
| 86  | Василий Грозав       | с. Трушены, Кишинёв                   | 1950         | ИБДМ   | инженер-механик, президент Реально-гуманитарного университета                                                       |
| 87  | Лора Гросу           | Шолданешты                            | 1959         | ИБДМ   | библиограф, главный специалист совета Шолданештского района                                                         |
| 88  | Ион Чонтолой         | Каушаны                               | 1958         | ИБДМ   | экономист-маркетолог, предприниматель                                                                               |
| 89  | Иван Банарь          | Бельцы                                | 1955         | ИБДМ   | инженер-механик, директор Бельцкого филиала Торгово-промышленной палаты Республики Молдова                          |
| 90  | Василий Пынтя        | Кишинёв                               | 1951         | ИБДМ   | инженер-механик, вице-претор сектора Чеканы муниципия Кишинёв                                                       |
| 91  | Юрий Рошка           | Кишинёв                               | 1961         | ХДНПМ  | журналист, депутат парламента Республики Молдова                                                                    |
| 92  | Адриана Кирияк       | Кишинёв                               | 1965         | ХДНПМ  | переводчик, журналист                                                                                               |
| 93  | Штефан Секэряну      | Кишинёв                               | 1959         | ХДНПМ  | журналист, депутат парламента Республики Молдова                                                                    |
| 94  | Анжела Арамэ         | Кишинёв                               | 1963         | ХДНПМ  | журналист, деятель телевидения                                                                                      |
| 95  | Влад Кубряков        | Кишинёв                               | 1965         | ХДНПМ  | журналист, депутат парламента Республики Молдова                                                                    |
| 96  | Зоя Жалбэ            | Оргеев                                | 1957         | ХДНПМ  | учитель истории, заместитель директора Орхейской гимназии «Михай Эминеску»                                          |
| 97  | Ион Нягу             | Кишинёв                               | 1953         | ХДНПМ  | инженер-гидромелиоратор, политический деятель                                                                       |
| 98  | Валентина Кушнир     | Калараш                               | 1954         | ХДНПМ  | инженер-технолог, предприниматель                                                                                   |
| 99  | Георгий Сусаренко    | Кишинёв                               | 1956         | ХДНПМ  | юрист, вице-примар муниципия Кишинёв                                                                                |
| 100 | Валентина Шерпул     | Кишинёв                               | 1959         | ХДНПМ  | педагог, преподаватель                                                                                              |
| 101 | Ион Варта            | Кишинёв                               | 1958         | ХДНПМ  | историк, научный сотрудник и заведующий отделом новейшей истории Института истории Академии наук Республики Молдова |

## Изменения в депутатском корпусе
- Владимир Воронин (ПКРМ) → отставка в связи с продолжением полномочий Президента Республики Молдова, мандат передан Александру Жданову[2]
- Василий Тарлев (ПКРМ) → отставка в связи с продолжением полномочий Премьер-министра Республики Молдова, мандат передан Анатолию Загородному[3]
- Владимир Антосий (ПКРМ) → отставка в связи с назначением министром промышленности и инфраструктуры Республики Молдова, мандат передан Оксане Доменти[3]
- Валериан Кристя (ПКРМ) → отставка в связи с продолжением полномочий вице-премьер-министра Республики Молдова, мандат передан Николаю Гуцулу[3]
- Василий Панчук (ПКРМ) → отставка в связи с продолжением полномочий примара муниципия Бельцы, мандат передан Геннадию Булгакову[3]
- Олег Рейдман (ПКРМ) → отставка в связи с продолжением полномочий советника Президента Республики Молдова по экономическим вопросам, мандат передан Георгию Мустяцэ[3]
- Марк Ткачук (ПКРМ) → отставка в связи с продолжением полномочий советника Президента Республики Молдова по вопросам внутренней политики, мандат передан Антону Мирону[3]
- Оксана Доменти (ПКРМ) → отставка в связи с продолжением полномочий советника Президента Республики Молдова по вопросам социального развития, мандат передан Алле Урсул[4]
- Виктор Мындру (ПКРМ) → отставка в связи с назначением вице-министром здравоохранения и социальной защиты Республики Молдова, мандат передан Сергею Сококолу[5][6]
- Михаил Камерзан (ПКРМ) → отставка в связи с назначением послом Республики Молдова в Португалии, мандат передан Виктории Добровольской[7][8]
- Алексей Иванов (ПКРМ) → прекращение полномочий в связи со смертью, мандат передан Афанасию Мандажи[9]
- Александр Чайковский (ПКРМ) → прекращение полномочий в связи со смертью, мандат передан Геннадию Моркову[10]
- Сергей Стати (ПКРМ) → отставка в связи с назначением послом Республики Молдова в Украине, мандат передан Штефану Григорьеву[11][12]
- Галина Балмош (ПКРМ) → отставка в связи с назначением министром социальной защиты, семьи и ребёнка Республики Молдова, мандат передан Владимиру Панфилову[13][14]
- Альберт Дацко (ПКРМ) → прекращение полномочий в связи со смертью, мандат передан Елене Парполовой[14]
- Виктор Степанюк (ПКРМ) → отставка в связи с назначением вице-премьер-министром Республики Молдова, мандат передан Олегу Туре[15][16]
- Лидия Гуцу (ИБДМ) → отставка в связи с назначением послом Республики Молдова в Румынии, мандат передан Ефиму Агаки[10][17]
- Ион Чонтолой (ИБДМ) → отставка в связи с избранием председателем Каушанского района, мандат передан Дмитрию Годороже[18]
- Адриана Кирияк (ХДНПМ) → отставка по собственному желанию, мандат передан Евгении Стырче[19]

## Новые депутаты
| №  | Фамилия, Имя           | Место жительства                | Год рождения | Партия | Деятельность                                                      |
| 1  | Александр Жданов       | Кишинёв                         | 1932         | ПКРМ   | агроном, депутат парламента Республики Молдова                    |
| 2  | Анатолий Загородный    | Хынчешты                        | 1973         | ПКРМ   | юрист, политический деятель                                       |
| 3  | Оксана Доменти         | Кишинёв                         | 1972         | ПКРМ   | экономист, советник Президента Республики Молдова                 |
| 4  | Николай Гуцул          | Кишинёв                         | 1955         | ПКРМ   | историк, председатель Славянской правозащитной организации «Vесе» |
| 5  | Геннадий Булгаков      | Кишинёв                         | 1959         | ПКРМ   | инженер-механик, политический деятель                             |
| 6  | Георгий Мустяцэ        | Шолданешты                      | 1961         | ПКРМ   | товаровед, политический деятель                                   |
| 7  | Антон Мирон            | Кишинёв                         | 1941         | ПКРМ   | агроном, депутат парламента Республики Молдова                    |
| 8  | Алла Урсул             | Теленешты                       | 1961         | ПКРМ   | техник-технолог, депутат парламента Республики Молдова            |
| 9  | Сергей Сококол         | Ниспорены                       | 1970         | ПКРМ   | инженер лесного хозяйства, директор «Nisporeni-Silvа»             |
| 10 | Виктория Добровольская | Бессарабка                      | 1952         | ПКРМ   | педагог, вице-председатель Бессарабского района                   |
| 11 | Афанасий Мандажи       | Вулканешты, Гагаузия            | 1942         | ПКРМ   | зоотехник, депутат парламента Республики Молдова                  |
| 12 | Геннадий Морков        | Дрокия                          | 1965         | ПКРМ   | медик, заведующий Дрокиевским центром здоровья                    |
| 13 | Штефан Григорьев       | Каушаны                         | 1949         | ПКРМ   | физик, политический деятель                                       |
| 14 | Владимир Панфилов      | Кишинёв                         | 1956         | ПКРМ   | инженер-строитель, депутат парламента Республики Молдова          |
| 15 | Елена Парполова        | с. Новая Сарата, Леовский район | 1949         | ПКРМ   | учитель, заместитель директора школы Новая Сарата                 |
| 16 | Олег Туря              | Рышканы                         | 1966         | ПКРМ   | учитель, вице-примар Рышкан                                       |
| 17 | Ефим Агаки             | Сороки                          | 1942         | ИБДМ   | инженер-конструктор, политический деятель                         |
| 18 | Дмитрий Годорожа       | Кишинёв                         | 1976         | ИБДМ   | инженер-технолог, предприниматель                                 |
| 19 | Евгения Стырча         | Кишинёв                         | 1959         | ХДНПМ  | учитель, безработная                                              |

## Изменение партийной принадлежности
- Николай Дятовский: ИБДМ → фракция АНМ → неприсоединившиеся → фракция АНМ
- Иван Банарь, Юрий Болбочану, Владимир Брага, Дмитрий Брагиш, Владимир Чобану, Лидия Гуцу, Василий Колца, Виталия Павличенко, Анатолий Цэрану: ИБДМ → фракция АНМ → неприсоединившиеся
- Георгий Сусаренко: ХДНПМ → неприсоединившиеся → фракция АНМ
- Владимир Филат: ИБДМ → фракция ДПМ → неприсоединившиеся
- Серафим Урекян, Вячеслав Унтилэ, Леонид Бужор, Александр Олейник, Ион Плешка, Валерий Косарчук, Василий Балан, Анатолий Ончану, Ион Гуцу, Александр Липкан, Василий Грозав, Ион Чонтолой, Василий Пынтя: ИБДМ → фракция АНМ
- Дмитрий Дьяков, Валерий Гума, Валентина Булига, Олег Цуля, Марчел Рэдукан, Дмитрий Иванов, Лора Гросу: ИБДМ → фракция ДПМ
- Олег Серебрян, Игорь Клипий, Валентина Стратан, Дмитрий Годорожа: ИБДМ → неприсоединившиеся
- Ион Нягу, Валентина Кушнир, Зоя Жалбэ: ХДНПМ → неприсоединившиеся
- Георгий Мустяцэ: ПКРМ → неприсоединившиеся